# الدوري الإيطالي 1922–23
الدوري الإيطالي الدرجة الأولى 1922-23 (بالإيطالية: Prima Divisione 1922-1923)‏ هو الموسم 23 من  الدوري الإيطالي الدرجة الأولى. أقيم خلال الفترة 8 أكتوبر 1922 وحتى 15 يوليو 1923، والذي يشرف على تنظيمه Lega Nord (football) ‏، وكان عدد الأندية المشاركة فيه  56، وفاز فيه نادي جنوى.